# Zimbabwe tại Thế vận hội
Zimbabwe lần đầu tiên tham dự Thế vận hội dưới tên gọi hiện tại vào năm 1980, và đã gửi vận động viên (VĐV) tới các kỳ Thế vận hội Mùa hè kể từ đó. Trong quá khứ, quốc gia này tham gia Thế vận hội với tên gọi Rhodesia vào các năm 1928, 1960 và 1964. Thế vận hội Mùa đông 2014 ở Sochi đánh dấu lần đầu tiên Zimbabwe tham dự Thế vận hội Mùa đông, với sự góp mặt của Luke Steyn, VĐV sinh ra ở Zimbabwe thi đấu trượt tuyết đổ đèo.
Các VĐV Zimbabwe đã giành tổng cộng tám tấm huy chương – ba vàng, bốn bạc và một đồng – ở hai môn thể thao. Bảy huy chương do kình ngư Kirsty Coventry đoạt được các năm 2004 và 2008; huy chương còn lại là thành quả từ chiến thắng của tuyển nữ quốc gia môn khúc côn cầu trên cỏ vào năm 1980.
Ủy ban Olympic quốc gia của Zimbabwe được thành lập năm 1934 và được công nhận bởi Ủy ban Olympic Quốc tế năm 1980.

## Lịch sử
Nam Rhodesia (nay là Zimbabwe) lần đầu tham dự với tư cách Rhodesia tại Thế vận hội vào năm 1928. Rhodesia sau đó vắng mặt cho tới 1960 khi Liên bang Rhodesia và Nyasaland thi đấu với tên gọi Rhodesia tại Roma. Chỉ Nam Rhodesia thi đấu dưới cờ Rhodesia một lần nữa và cũng là lần cuối vào năm 1964. Do vậy nước này đã luôn tham gia với tư cách một lãnh thổ của Anh. Đoàn thể thao đến từ nơi đây từng không thể dự kỳ năm 1968 tại México, bởi cách chính phủ México giải thích các quy định về hộ chiếu. Nước này cũng không thể suôn sẻ tham gia đại hội từ khi Ian Smith tuyên bố độc lập cho nước cộng hòa Rhodesia năm 1970. Dù được quay lại đại hội vào năm 1972, Rhodesia bị Ủy ban Olympic Quốc tế hủy tư cách tham gia bốn ngày trước lễ khai mạc, dưới sức ép từ các nước châu Phi khác không công nhận tính chính danh của nhà nước Rhodesia và đe dọa tẩy chay đại hội. Lời mời gửi đến Rhodesia bị IOC rút lại, với 36 phiếu thuận so với 31 phiếu chống và 03 phiếu trắng. Rhodesia tiếp tục không được tham dự Thế vận hội Mùa hè 1976 sau khi IOC kiểm tra các cơ sở và hội nhóm thể thao ở đây và nhận thấy không đạt yêu cầu, bỏ phiếu loại nước này khỏi ủy ban.
Quốc gia kế tục, Zimbabwe, ra mắt tại Thế vận hội vào năm 1980.

## Bảng huy chương
| Thế vận hội           | Số VĐV        | Vàng         | Bạc          | Đồng         | Tổng số      | Xếp thứ      |
| Amsterdam 1928        | 2             | 0            | 0            | 0            | 0            | –            |
| Los Angeles 1932      | không tham dự |              |              |              |              |              |
| Berlin 1936           | không tham dự |              |              |              |              |              |
| Luân Đôn 1948         | không tham dự |              |              |              |              |              |
| Melbourne 1956        | không tham dự |              |              |              |              |              |
| Roma 1960             | 14            | 0            | 0            | 0            | 0            | –            |
| Tokyo 1964            | 29            | 0            | 0            | 0            | 0            | –            |
| Thành phố México 1968 | không tham dự |              |              |              |              |              |
| München 1972          | không tham dự |              |              |              |              |              |
| Montréal 1976         | không tham dự |              |              |              |              |              |
| Moskva 1980           | 42            | 1            | 0            | 0            | 1            | 23           |
| Los Angeles 1984      | 15            | 0            | 0            | 0            | 0            | –            |
| Seoul 1988            | 29            | 0            | 0            | 0            | 0            | –            |
| Barcelona 1992        | 19            | 0            | 0            | 0            | 0            | –            |
| Atlanta 1996          | 13            | 0            | 0            | 0            | 0            | –            |
| Sydney 2000           | 16            | 0            | 0            | 0            | 0            | –            |
| Athens 2004           | 12            | 1            | 1            | 1            | 3            | 49           |
| Bắc Kinh 2008         | 13            | 1            | 3            | 0            | 4            | 38           |
| Luân Đôn 2012         | 7             | 0            | 0            | 0            | 0            | –            |
| Rio de Janeiro 2016   | 31            | 0            | 0            | 0            | 0            | –            |
| Tokyo 2020            | 5             | 0            | 0            | 0            | 0            | –            |
| Paris 2024            | 7             | 0            | 0            | 0            | 0            | –            |
| Los Angeles 2028      | chưa diễn ra  | chưa diễn ra | chưa diễn ra | chưa diễn ra | chưa diễn ra | chưa diễn ra |
| Tổng số               | Tổng số       | 3            | 4            | 1            | 8            | 86           |

| Thế vận hội         | Số VĐV        | Vàng         | Bạc          | Đồng         | Tổng số      | Xếp thứ      |
| Sochi 2014          | 1             | 0            | 0            | 0            | 0            | –            |
| Pyeongchang 2018    | không tham dự |              |              |              |              |              |
| Bắc Kinh 2022       | không tham dự |              |              |              |              |              |
| Milano–Cortina 2026 | chưa diễn ra  | chưa diễn ra | chưa diễn ra | chưa diễn ra | chưa diễn ra | chưa diễn ra |
| Tổng số             | Tổng số       | 0            | 0            | 0            | 0            | –            |

### Huy chương theo môn
| Môn                  | Vàng | Bạc | Đồng | Tổng số |
| -------------------- | ---- | --- | ---- | ------- |
| Bơi lội              | 2    | 4   | 1    | 7       |
| Khúc côn cầu trên cỏ | 1    | 0   | 0    | 1       |
| Tổng số (2 đơn vị)   | 3    | 4   | 1    | 8       |

## Danh sách VĐV giành huy chương
| Huy chương | Tên VĐV | Thế vận hội   | Môn                  | Nội dung                   |
| ---------- | --- | ------------- | -------------------- | -------------------------- |
| Vàng       | Đội tuyển khúc côn cầu trên cỏ - Arlene Boxhall Liz Chase Sandra Chick Gillian Cowley Patricia Davies Sarah English Maureen George Ann Grant Susan Huggett Patricia McKillop Brenda Phillips Christine Prinsloo Sonia Robertson Anthea Stewart Helen Volk Linda Watson | Moskva 1980   | Khúc côn cầu trên cỏ | Vòng đấu nữ                |
| Vàng       | Kirsty Coventry | Athens 2004   | Bơi lội              | 200 mét bơi ngửa nữ        |
| Vàng       | Kirsty Coventry | Bắc Kinh 2008 | Bơi lội              | 200 mét bơi ngửa nữ        |
| Bạc        | Kirsty Coventry | Athens 2004   | Bơi lội              | 100 mét bơi ngửa nữ        |
| Bạc        | Kirsty Coventry | Bắc Kinh 2008 | Bơi lội              | 400 mét hỗn hợp cá nhân nữ |
| Bạc        | Kirsty Coventry | Bắc Kinh 2008 | Bơi lội              | 100 mét bơi ngửa nữ        |
| Bạc        | Kirsty Coventry | Bắc Kinh 2008 | Bơi lội              | 200 mét hỗn hợp cá nhân nữ |
| Đồng       | Kirsty Coventry | Athens 2004   | Bơi lội              | 200 mét hỗn hợp cá nhân nữ |